# Ulica Władysława Broniewskiego w Sieradzu
Ulica Broniewskiego – jedna z najważniejszych i najruchliwszych arterii komunikacyjnych Sieradza. Ciągnie się od skrzyżowania z ulicą Jana Pawła II (dawną drogą krajową nr 14) do skrzyżowania z ulicą Zajęczą, Żeromskiego i Targową, która stanowi jej przedłużenie. Położona pomiędzy osiedlem Polna-Północ, osiedlem Broniewskiego i osiedlem Poetów. Ulica powstała w połowie lat 70., podczas budowy osiedla domków jednorodzinnych.

## Zabudowa
Zabudowę ulicy stanowią:
- Po lewej stronie: bloki mieszkalne, szkoła i od dojazdu do ulicy Polnej domki jednorodzinne oraz cukiernia.
- Po prawej stronie: obiekty przemysłowe, garaże, od skrzyżowania z ulicą Kowalskiego domki jednorodzinne i szeregowce handlowo-usługowo-mieszkalne, a od ulicy Kruczkowskiego hala sportowa przy Liceum numer 2.

## Obiekty
- Gimnazjum nr 3 im. Unii Europejskiej

## Obiekty w pobliżu
- Przedszkole nr 6 – ulica Zajęcza
- Urząd Kontroli Skarbowej – ulica Kowalskiego
- Urząd Skarbowy – ulica Spółdzielcza
- II Liceum Ogólnokształcące imienia Stefana Żeromskiego – ulica Żeromskiego/skrzyżowanie z Broniewskiego
- Siedziba PZU – ulica Polna
- Przedsiębiorstwo Energetyki Cieplnej – ulica Spółdzielcza

## Komunikacja
Po ulicy Broniewskiego jeżdżą następujące linie MPK Sieradz: 1, 3, 4, 6, 2BS, R